# Vohilava (Nosy Varika)
Vohilava is een plaats en gemeente in Madagaskar gelegen in het district Nosy Varika van de regio Vatovavy-Fitovinany. Er woonden bij de volkstelling in 2001 ongeveer 15.000 mensen. Het ligt aan de RN 11 tussen de steden Mananjary en Nosy Varika.
In de plaats is basisonderwijs beschikbaar. 98% van de bevolking is landbouwer. Het belangrijkste gewas is rijst, maar er wordt ook koffie en cassave verbouwd. 2% van de bevolking is werkzaam in de dienstensector.